# 天塞镜头

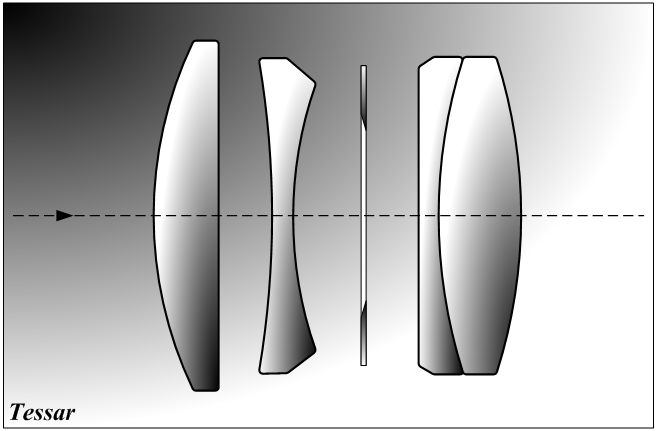
天塞镜头

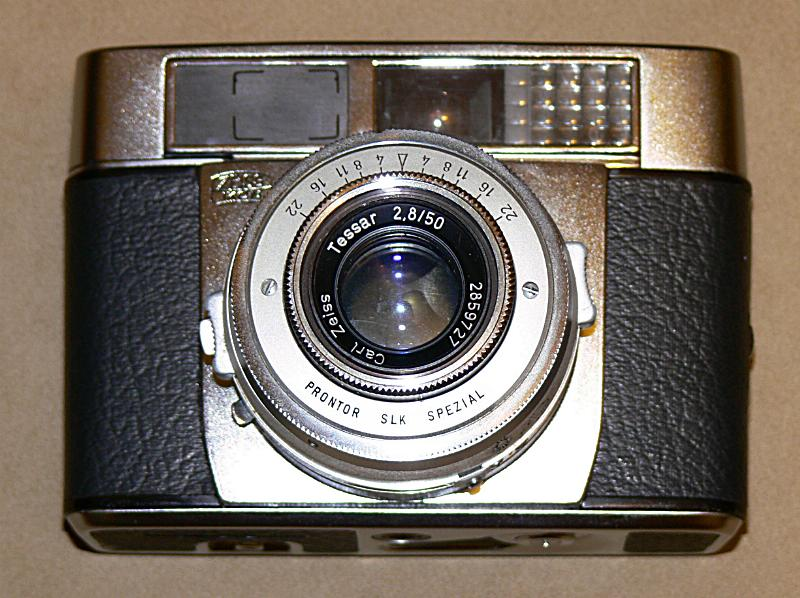
蔡司 35毫米照相机的 50毫米 F2.8前组对焦天塞镜头

天塞镜头（Tessar）是非对称式正光镜头的一种重要品种。最早为蔡司公司的保罗·儒道夫於1902年根据他自己设计的四片四组式乌那镜头（Unar）改制而成，（不是改自库克三片式镜头）。天塞镜头的基本结构为四片三组式，前组为重钡冕石单凸透镜，中组为火石单凹透镜，后组为一火石凹透镜和一钡冕石凸透镜贴合在一起而成的胶合双镜组。光圈安放在后透镜组之前。天塞镜头能很好的校正球差、色差、像散，是最常见中档次镜头。

## 简史
常见的一种说法，认为天塞镜头是根据1893年英国库克父子公司丹尼斯·泰洛设计的库克三片式镜头，将其后镜片变为胶合双镜组而成，但并非事实。
- 1890年，保罗·魯道夫设计四片二组蔡司消像散透镜（Zeiss Anastigmat），其中前后二组都是双胶合透镜。
- 1899年魯道夫发现有时候将胶合双镜组分开效果更好，于是将四片二组蔡司消像散透镜拆成四片四组蔡司乌那镜头（Unar）。
- 1902年魯道夫发现将乌那镜头的后面二镜片变回胶合双镜组，效果比乌那镜头更好，取名Tessar，来自希腊文的“四”字。
- 保罗·魯道夫设计的天塞镜头，最初只有 f/6.3。
- 1930年蔡司公司光学设计家恩斯特·万德斯莱布和 威利·墨尔特利用含稀土元素镧的光学玻璃制出f/3.5和f/2.8的天塞镜头。

## 著名的天塞镜头

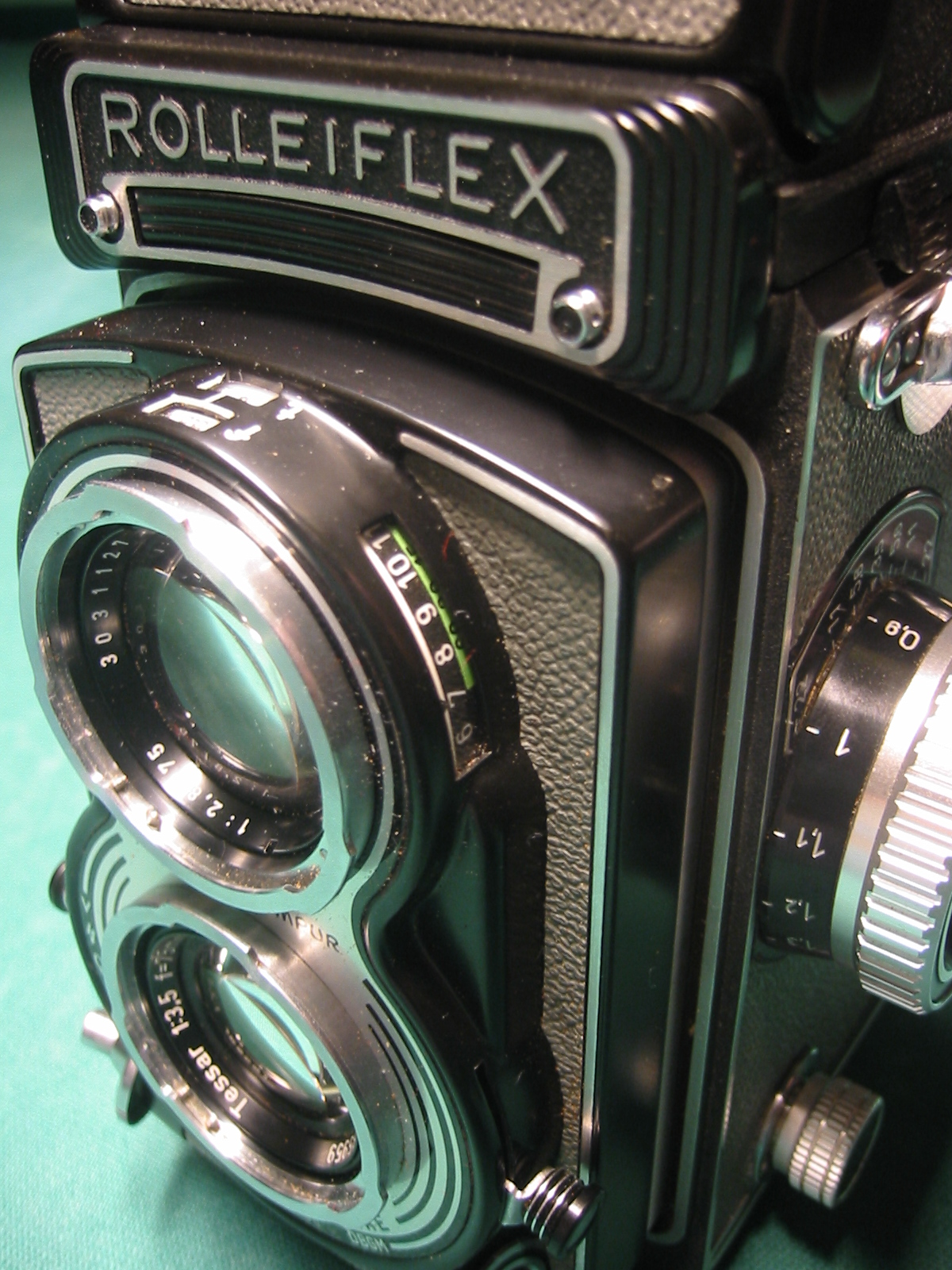
Rolleiflex 双镜头反光照相机 80毫米/f3.5天塞镜头

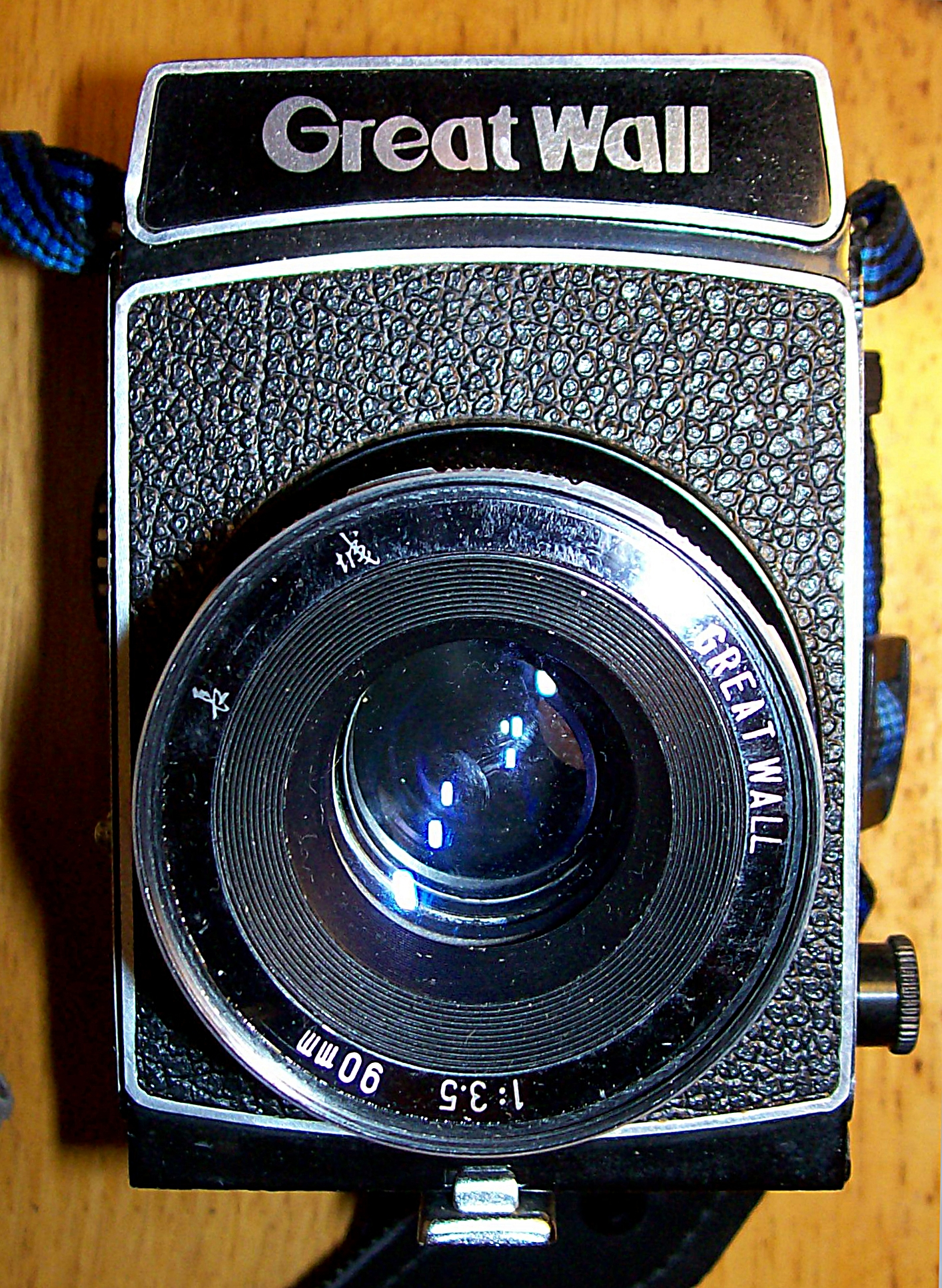
长城中幅单反照相机 90毫米/3.5天塞式镜头

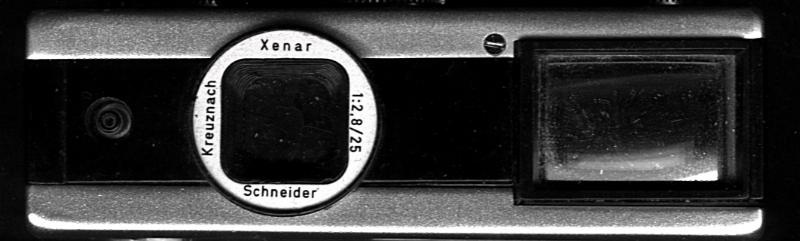
爱迪飒 16毫米微型相机的 25毫米 F/2.8 席那(Xenar)镜头

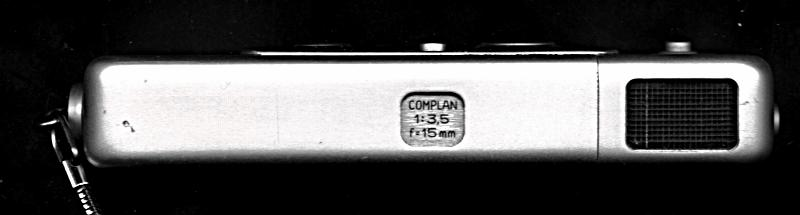
MINOX B 15mm/f3.5康普兰(Complan)镜

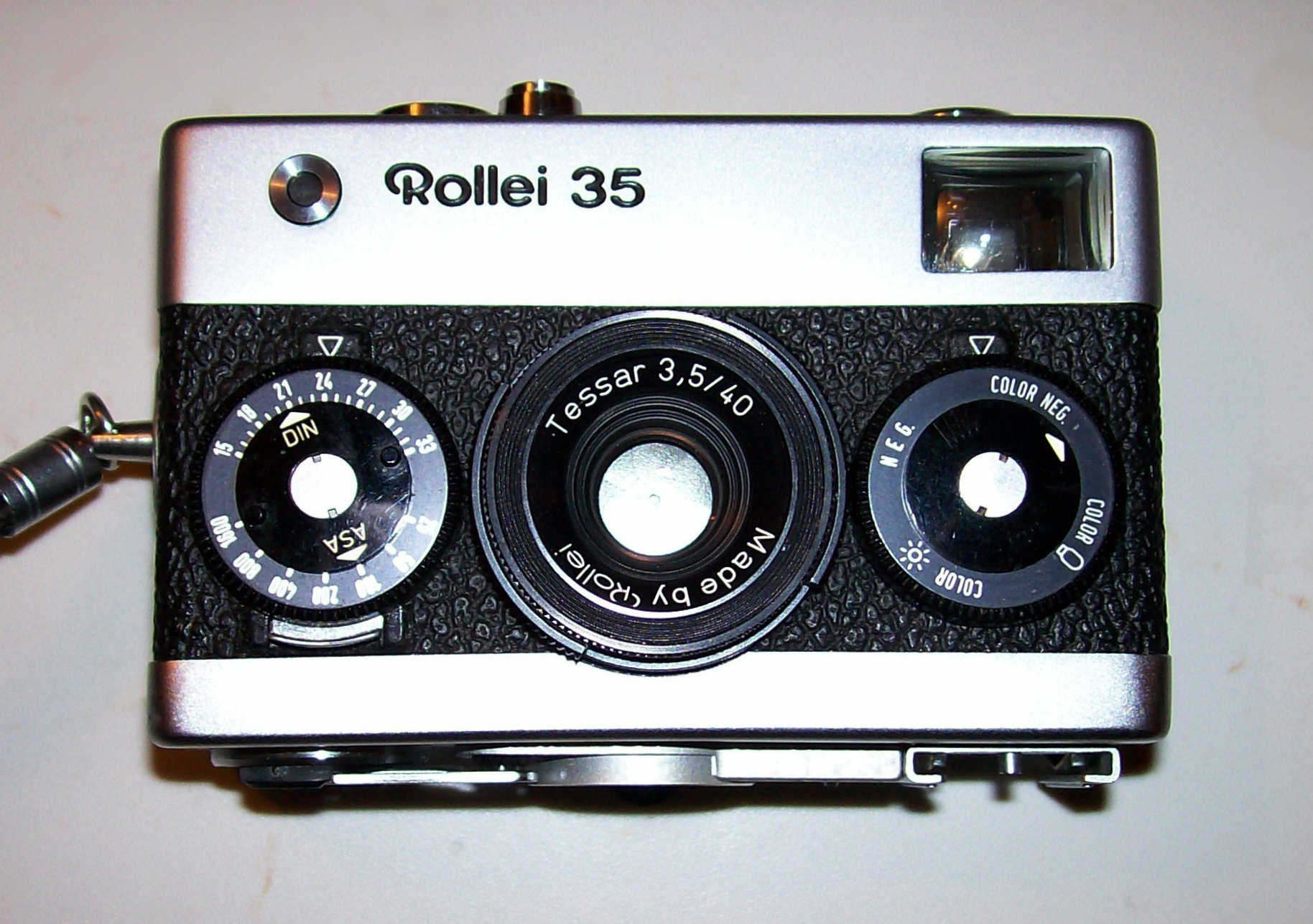
劳莱35照相机 40毫米/f3.5天塞镜头

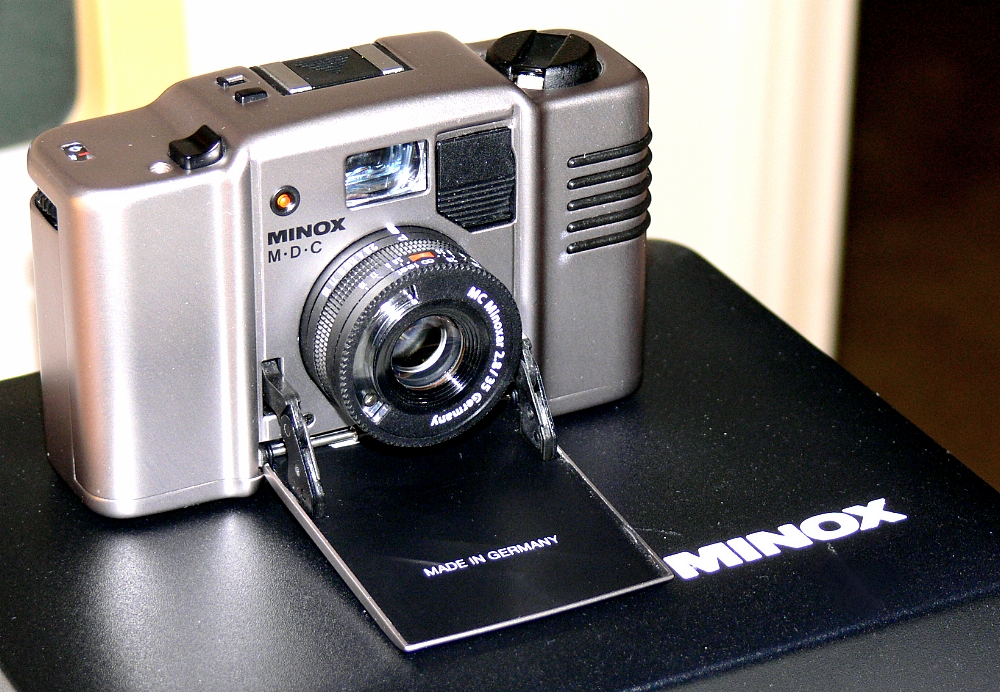
密诺斯 MDC型 的天塞式 MINOXAR 镜头

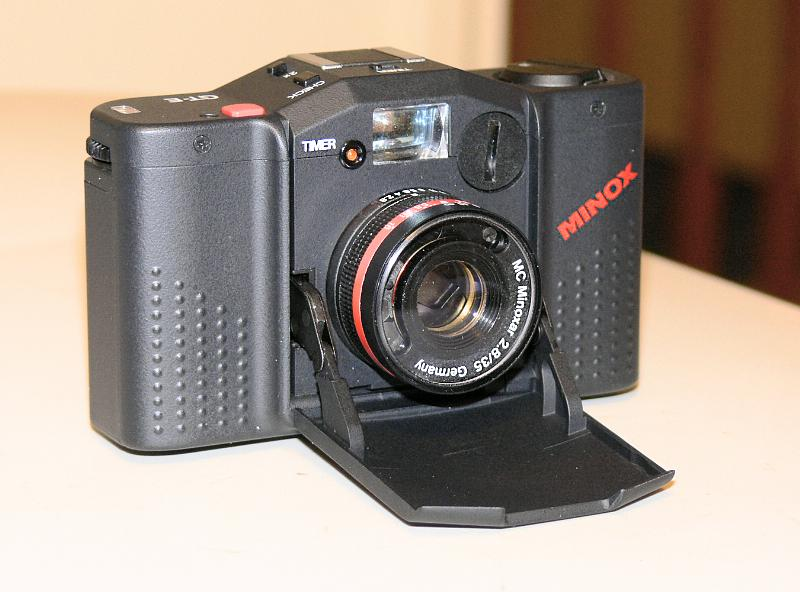
MINOX GT-E 的 MINOXAR 35毫米 F/2.8镜头

- 祿莱双镜头反光照相机（Rolleiflex TLR）的80毫米/f3.5天塞镜头
- 祿莱双镜头反光照相机的80毫米/f3.5席那(Xenar)镜头
- 长城中幅单反照相机  90毫米/3.5 天塞式镜头
- 劳莱35照相机 40毫米/f3.5天塞镜头
- 莱卡相机50毫米f/3.5 4片3组爱尔马(Elmar)镜头。
- 密诺斯MINOX 8x11毫米微型相机 15mm/f3.5康普兰(Complan)镜头
- 密诺斯 MDC型 、GT-E型 35毫米照相机的 MINOXAR 35毫米 F/2.8镜头.

常见的其他厂家制造的天塞式镜头还有：
- Agfa Solinar
- Schneider  Comparon，Xenar
- 柯达 Ektar
- Voigtlander Skopar

到目前为止,利用镧质光学玻璃和电子计算机设计用于35毫米照相机上的天塞镜头,可以做到焦距短至35毫米，光圈最大为 f/2.8，可称为四片三组式天塞镜头的极限（ MINOXAR 镜头）。

## 前组对焦天塞镜头
天塞镜头有一个特点：可以只用前组镜片对焦，原因有二：首先，由于天塞镜头前组透镜的焦度大约是全镜头焦度的3倍，为了达到相同的对焦效果，前组透镜的移动距离只需要全镜头对焦所需的移动距离的1/9，其次，天塞镜头中前镜片与第二镜片之间的距离较大，因前镜移动造成此二镜片距离的变化，占较小百分比，因此对成像质量的影响不太大。前组对焦天塞镜头的优点是制造简单，只需在前组镜的铜圈上车出罗纹，使用时只需要转动前组镜就可以对焦。前组对焦天塞镜头由于构造简单，常用在中、低档的照相机上。前组对焦天塞镜头，由于对焦时镜片转动，因此不能使用偏光镜。

## 全镜头一体对焦天塞镜头
前组对焦天塞镜头有成本较低的优点，但是对球面相差的校正略有损失，最好的天塞镜头还是用全镜头一体对焦，但机械构造比较复杂。

## 可交换的天塞前加镜头组

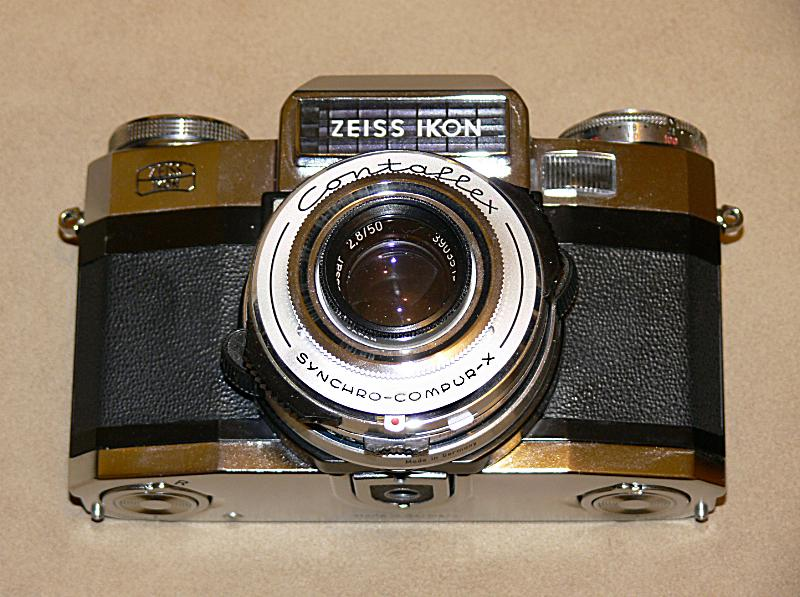
蔡司35毫米康泰单镜头反光照相机
其Tessar 50毫米镜头的前镜片可卸下，安装pro-Tessar 望远镜头或 pro-Tessar广角镜头

1957年蔡司公司为其35毫米康泰单镜头反光照相机设计了一套可交换的前加天塞镜头（Pro-Tessar）组，一共2件：
1. 85毫米 f/4 前加望远天塞镜
2. 35毫米 f/4 前加广角天塞镜

使用是将原来50毫米f/2.8天塞镜头的前镜片取下,换上前加望远天塞镜或前加广角天塞镜便可。

## 从天塞镜头演变出来的镜头
- 将天塞镜头的前镜变成胶合双片组--五片三组海利亚（Heliar）镜头
- 将天塞镜头的前镜片、第二镜片变成胶合双片组--莱卡相机厂麦克斯·别雷克设计的六片三组135毫米f/2赫克托（Hektor）镜头。